# Abrostola canariensis
Abrostola canariensis là một loài bướm đêm thuộc họ Noctuidae. Nó là loài đặc hữu của quần đảo Canaria.